# Kaapse aalscholver
De Kaapse aalscholver (Phalacrocorax capensis) is een zeevogel uit de familie Phalacrocoracidae (aalscholvers).

## Herkenning
De vogel is middelgroot, 61 tot 64 cm lang en lijkt het meest op de in Europa voorkomende kuifaalscholver. Gemiddeld is deze soort kleiner. Een ander verschil is het ontbreken van het kuifje dat de kuifaalscholver in de broedtijd heeft. Buiten de broedtijd is het enige verschil dat de snavelbasis helderder geel van kleur is.

## Verspreiding en leefgebied
Deze soort komt voor aan de kusten van zuidwestelijk Namibië en zuidelijk Zuid-Afrika. Het gebied waar de vogel buiten de broedtijd kan worden aangetroffen is groot en reikt van de westkust van Afrika tot aan de monding van de rivier de Kongo en van de oostkust tot aan het zuiden van Mozambique. De vogel volgt scholen vis over grote afstanden en komt tot 10 km uit de kust voor. De voornaamste broedkolonies liggen aan de kusten van Angola, Namibië en Zuid-Afrika.

## Status
De grootte van de populatie werd in 2017 door BirdLife International geschat op 234 duizend individuen en de populatie-aantallen nemen af door overbevissing en habitatverlies. De broedkolonies zijn gevoelig voor verstoring. Als de vogels door verstoring de nesten verlaten, worden de eieren en jongen al snel gepredeerd door kelpmeeuwen. Verder is de visstand rond de broedkolonies door overbevissing onvoldoende om de populaties op peil te houden. Om deze redenen staat deze soort als bedreigd op de Rode Lijst van de IUCN.